# Gerhard Brockmüller
Gerhard Brockmüller (* 12. März 1941 in Darchau) ist ein ehemaliger deutscher Dressurreiter.

## Leben
Brockmüller startete für den ASK Vorwärts Potsdam. Von 1966 bis 1970 wurde der Unterleutnant der NVA fünfmal in Folge jeweils Dritter bei den DDR-Meisterschaften. Gemeinsam mit Wolfgang Müller und Horst Köhler nahm er an den Olympischen Spielen 1968 und 1972 teil.

## Erfolge
- Olympische Sommerspiele:
  - 1968 in Mexiko-Stadt: mit „Tristan“ 4. Platz (Mannschaft), 12. Platz (Einzel)
  - 1972 in München: mit „Marios“ 5. Platz (Mannschaft), 13. Platz (Einzel)
- Weltmeisterschaften:
  - 1970 in Aachen: mit „Tristan“ Bronze (Mannschaft)
- Europameisterschaften:
  - 1969 in Wolfsburg: mit „Tristan“ Silber (Mannschaft)
  - 1971 in Wolfsburg: 4. Platz (Mannschaft)
- DDR-Meisterschaften Herren:
  - Bronze: 1966 bis 1970